# Joe Fraser
Joe Fraser (Birmingham, 6 dicembre 1998) è un ginnasta britannico.

## Biografia
Ai campionati europei di Glasgow 2018, con i connazionali Dominick Cunningham, James Hall, Courtney Tulloch, e Max Whitlock, ha vinto la medagli di bronzo nel concorso a squadre.
Ai mondiali di Stoccarda 2019 si è laureato campione iridato nelle parallele simmetriche.
Agli europei individuali di Basilea 2021 ha vinto il bronzo nel cavallo con maniglie, dietro all'armeno Artur Davtjan e al russo Nikita Nagornyj.
Ha rappresentato la Gran Bretagna ai Giochi olimpici estivi di Tokyo 2020, disputati nel 2021 a causa della Pandemia di COVID-19, senza riuscire a salire sul podio.
Ha vinto tre medaglie d'oro continentali agli europei di Monaco di Baviera 2022: nel concorso a squadre, nel concorso individuale e nelle parallele simmetriche.
Ai mondiali di Liverpool 2022 ha vinto il bronzo nel concorso a squadre.

## Palmarès

### Per la Gran Bretagna
- Mondiali

Stoccarda 2019: oro alle parallele simmetriche;
Liverpool 2022: bronzo nel concorso a squadre.
- Europei

Glasgow 2018: argento nel concorso a squadre.
Basilea 2021: bronzo nel cavallo con maniglie;
Monaco di Baviera 2022: oro nel concorso a squadre; oro nel concorso individuale; oro nelle parallele simmetriche;

### Per l'Inghilterra
- Giochi del Commonwealth

Birmingham 2022: oro nel concorso a squadre; oro nel cavallo con maniglie; oro nelle parallele simmetriche;